# Атака лёгкой кавалерии (фильм, 1936)
«Атака лёгкой кавалерии» (англ. The Charge of the Light Brigade) — американский военно-романтический приключенческий художественный фильм 1936 года, поставленный режиссёром Майклом Кёртисом по мотивам поэмы Альфреда Теннисона и истории Балаклавского сражения. Номинация на премию «Оскар» за лучший звук (Натан Левинсон) (1937) и «Оскар» (1937) ассистенту режиссёра Джеку Салливану.

## Сюжет
1854 году. Майор Джеффри Викерс и сэр Хамфри Харкорт прибывают ко двору правителя Суристана с государственной миссией, чтобы уведомить Сурат-хана о прекращении финансирования, которое ранее гарантировало ему британское правительство. В возникшей трудной ситуации, в ответ на гнев Сурат-хана, майор Джеффри Викерс ведёт переговоры находчиво и дипломатично. Враждебность Сурат-хана по отношению к посланникам сменяется признательностью, после того как Джеффри спасает ему жизнь во время охоты на леопардов.
После выполнения дипломатического задания майор Джеффри Викерс отправляется в Калькутту, где находится его невеста Эльза Кэмпбелл вместе со своим отцом — полковником Кэмпбеллом. В Калькутте Джеффри выясняет, что за время его отсутствия девушка влюбилась в его младшего брата — капитана Перри Викерса. Братья, которые теперь превратились в соперников, серьёзно ссорятся из-за Эльзы. Перри отбывает по приказу начальства, полковник с дочерью, а затем и Джеффри, отправляются в город Чукоти.
Тем временем Сурат-хан собирает армию и направляет её к границе. Совершив нападение на форт Чукоти, он убивает всех горожан и в том числе полковника Кэмпбелла. Эльзе и Джеффри удается спастись. Далее девушка признается бывшему жениху, что любит Перри по-настоящему. Джеффри смиряется с выбором своей бывшей невесты и проявляет благородство, отсылая брата на время предстоящего сражения.
После того, как Сурат-хан переходит на сторону русских, командир британского корпуса в Крыму, сэр Чарльз Мейсфилд, отправляет Джеффри к его начальству с приказом не нападать на хана. Но Джеффри своими глазами видел резню в Чукоти, и, желая справедливого возмездия, подделывает приказ и направляет кавалерию в смертельную атаку на цитадель хана рядом с городом Балаклава. Во время битвы Сурат-хан смертельно ранит Джеффри, но перед смертью майору удаётся убить врага.

## В ролях
- Эррол Флинн — майор Джеффри Викерс
- Оливия де Хэвилленд — Эльза Кэмпбелл
- Патрик Ноулз — капитан Перри Викерс
- Генри Стивенсон — сэр Чарльз Мейсфилд
- Найджел Брюс — сэр Бенджамин Уорринтон
- Дональд Крисп — полковник Кэмпбелл
- Дэвид Нивен — капитан Рэндэлл
- Генри Гордон — Сурат-хан
- Дж. П. Хантли — майор Джоветт
- Роберт Бэррат — граф Игорь Волонофф
- Спринг Байинтон — леди Октавия
- Эдвард Клайв — Сэр Хампфри Харкорт
- Кэррол Нэш — субадар-майор Пуран Сингх
- Уолтер Холбрук — корнет Барклай
- Принцесса Баба — мать Примы Сингх
- Скотти Бекетт — принцесса Прима Сингх
- Чарлз Седжвикк — корнет Пирсон
- Джордж Регас — Вазир
- Николай Коновалофф — русский офицер
- Пауль Панцер — русский офицер
- Михаил Визарофф — русский генерал

## Производство
Замысел фильма об этом историческом эпизоде, произошедшем 25 октября 1854 года во время Балаклавского сражения в ходе Крымской войны и описанном в стихотворении Альфреда Теннисона, возник у американского репортёра Майкла Якоби, находившегося в Китае в качестве новостного корреспондента. Якоби начал собирать сведения о Крымской войне и после многолетних поисков подготовил материал, который в течение года безуспешно пытался продать в Голливуде. Лишь после успеха военно-приключенческого фильма «Жизнь бенгальского улана», снятого на студии Paramount Pictures, компания Warner Bros. Pictures решилась купить сценарий Якоби. Однако затем сценарий претерпел кардинальные изменения, потеряв исторические факты, собранные Якоби за несколько лет, и наполнившись вымышленными событиями и романтической историей.

## Факты
- Съёмочный период длился три месяца с 30 марта по 1 июля 1936 года. Премьера фильма в США состоялась 20 октября 1936 года, во Франции 25 декабря 1936 года, в Великобритании 14 января 1937 года (Лондон), в Мексике 15 января 1937 года.
- Эррола Флинна в различных сценах фильма дублировали известные каскадёры Бадди Мейсон, Бастер Майлз и Якима Канутт.
- Фильм снят в Калифорнии: натурные съёмки проходили в Лос-Анджелесе и в Долине Смерти, павильонные съёмки проходили на студии Warner Bros.
- Во время съёмок атаки кавалерии режиссёр Майкл Кёртис решил использовать натянутые над землёй тросы для более эффектных падений лошадей и всадников. Майкл Кёртис пригласил ассистента Джека Салливана, чтобы тот подготовил огромную съёмочную площадку с препятствиями и натянутыми тросами и подсечками. Cъёмочную площадку размером около полмили подготовили на собственной территории киностудии Warner Bros. в долине Сан-Фернандо в северо-западном районе Лос-Анджелеса.
- Из ста двадцати пяти лошадей участвовавших в съёмках фильма погибли двадцать пять лошадей. Продюсер Джек Уорнер взял все непредвиденные дополнительные расходы из бюджета студии Warner Bros. увеличив бюджет фильма до $1 200 000, крупнейший бюджет кинофильма для 1936 года.
- Эрролл Флинн устроил гневную сцену в протест против издевательств над животными и бросился в гневе на безразличного к животным режиссёра Майкла Кёртиса, но их разняли присутствующие. Напряжённые личные взаимоотношения между Флинном и Кёртисом однако не помешали их успешной совместной работе в кино.
- Протест Эрролла Флинна против жестокого обращения к лошадям на съёмках фильма вскоре повлиял на слушания в конгрессе США о жестокости к животным. В результате обсуждения был принят закон о защите животных на киносъёмках.
- Кинокомпания Warner Bros. — правообладатель — выпустила оцифрованный фильм на дисках DVD к 70-летию и 80-летию фильма в 2007 и 2017 годах.
- Ассистент режиссёра Джек Салливан не указан в титрах фильма, однако он был награждён статуэткой «Оскар» в 1937 году, как лучший ассистент режиссёра. Джек Салливан мастерски спланировал и организовал процесс сложных киносъёмок кавалерийских атак, именно он подготовил огромную съёмочную площадку с многочисленными препятствиями и тросами для подсечек и внезапных эффектных падений лошадей и всадников. После Джека Салливана награду ассистентам режиссёра больше не присуждали.